# تشارلز ستيوارت (لاعب هوكي جليد)
تشارلز ستيوارت هو لاعب هوكي جليد كندي، ولد في 13 نوفمبر 1895 في كارلتون بلاس في كندا، وتوفي في 23 يناير 1973.

## وصلات خارجية
- تشارلز ستيوارت على موقع دوري الهوكي الوطني (الإنجليزية)
- تشارلز ستيوارت على موقع EliteProspects.com (الإنجليزية)
- تشارلز ستيوارت على موقع HockeyDB.com (الإنجليزية)
- تشارلز ستيوارت على موقع Hockey-Reference.com (الإنجليزية)